# Das Leben beginnt um acht
Das Leben beginnt um 8 ist ein 1961 entstandenes, deutsches Spielfilmdrama von Michael Kehlmann mit O. E. Hasse in der Hauptrolle. Der Film entstand nach dem Bühnenstück „Die leichten Herzens sind“ von Emlyn Williams.

## Handlung
Die Handlung der Geschichte spielt in der Welt des Theaters und ist für diesen Film von England nach Deutschland (Berlin) verlegt worden. Im Mittelpunkt des Geschehens steht der einstige Star unter den Charakterdarstellern, der alternde und mittlerweile heruntergekommene Mime Thomas. Dessen großen Erfolge liegen dank zunehmender Gedächtnisaussetzer und unkontrollierten Alkoholgenusses schon eine Weile zurück. Darüber hinaus ist sein Leben von einer schweren persönlichen Schuld, die er gegenüber seiner Tochter trägt, belastet: Der in einem schäbigen Mietshaus wohnende Altstar trägt Verantwortung für die Körperbehinderung von Cattrin. Mit seiner Egozentrik bindet er die junge Frau derart an sich, dass er Cattrin damit die Luft für ein eigenes Leben regelrecht abschnürt. Da naht Rettung in Gestalt eines jungen Komponisten, der ihm aus Mitleid gegenüber der gebeutelten Cattrin eine Rolle verspricht.
Eines Tages kommt Thomas nicht zu der um 20 Uhr angesetzten Abendvorstellung, die ihm sonst alles bedeutete – daher der Titel „Das Leben beginnt um acht“ – sondern taumelt volltrunken durch die nächtlichen Straßen Berlins. Seine Welt ist im Zusammenbruch begriffen, denn seine Tochter hat von dem Gönner, der ihm noch einmal eine Rolle verschafft hatte, erfahren, dass er an ihrem körperlichen Gebrechen Schuld trägt. Derart mit seinem eigenen Versagen konfrontiert, begeht der Trunkenbold schließlich Selbstmord, indem er sich melodramatisch-theatralisch vom Schnürboden der Wirkungsstätte seiner größten Erfolge in die Tiefe stürzt. Cattrin aber, die sich zuletzt aus purem Pflichtgefühl ihrem Vater gegenüber nicht für ein eigenes Leben und ein eigenes Glück entscheiden wollte und sich dem versoffenen Egozentriker aufgeopfert hatte, kann nun endlich an Heirat denken und einer selbstbestimmten Zukunft eine Chance geben.

## Produktionsnotizen
Die Dreharbeiten zu Das Leben beginnt um acht begannen Ende November 1961 und wurden Mitte Dezember desselben Jahres abgeschlossen. Der Film passierte die FSK am 18. Dezember 1961 und wurde am 5. Januar 1962 im Berliner Marmorhaus uraufgeführt.
Dem Film liegt ein Bühnenstück des britischen Autors und Schauspielers Emlyn Williams zugrunde.
Johanna Matz, zu dieser Zeit (Jahresende 1961) am Burgtheater engagiert, bekam extra für die Dreharbeiten vom Intendanten Ernst Haeussermann einige Wochen frei. Matz: „Burgtheaterdirektor Häussermann hat mir nur Urlaub gegeben, weil er diese Rolle für eine ganz große Aufgabe hielt.“
Der einstige 20er- und 30er-Jahre-Star Lissy Arna spielte hier, nach 22 Jahren Filmabstinenz, seine letzte Filmrolle, zugleich die einzige Nachkriegsrolle überhaupt.
Die Filmbauten wurden von Hans Berthel entworfen und von Johannes Ott umgesetzt.

## Kritiken
„Die traurige Geschichte von Suff und Selbstmord eines verkommenen Mimen gibt dem Darsteller O. E. Hasse Gelegenheit, effektvoll durch Dekorationen zu rumpeln, vor Putzfrauen als ‚King Lear‘ zu parodieren und sich schließlich vom Schnürboden zu stürzen, weil seine Tochter (Johanna Matz) erfährt, daß er ihr Krüppelleiden verschuldet hat. Regisseur Michael Kehlmann, der diesen Film nach Emlyn Williams’ Bühnenstück ‚Die leichten Herzens sind‘ verfertigte, beschränkte sich darauf, den mimischen Amoklauf seines Hauptdarstellers einfallslos abzuphotographieren und mit Kintopp-Kniffen der ganz alten Welle auszuschmücken.“

„Das überlebensgroße Schauspielerporträt des Schauspielers O. E. Hasse und die wirkungsvoll damit kontrastierende Pastell-Miniatur seiner Tochter Johanna Matz sind eher auf Überredung als auf Überzeugung angelegt. Die Geschichte selbst können auch so gute Darsteller nicht glaubhaft machen. (…) Michael Kehlmann ist den Verklemmungen des Drehbuchs von Horst Budjuhn (nach einem Schauspiel von Emlyn Williams) bis tief in die Bereiche des Unnatürlichen gefolgt und hat seinen Film hart neben die Wirklichkeit in den Sand der unfruchtbaren Leinwandträume gesetzt.“

„Die chronische Misere des deutschen Spielfilms verführt dazu, allzu angestrengt nach rettenden Oasen Ausschau zu halten. Vom Fernsehen, so redet man sich ein, komme die junge und unverbrauchte Generation, den Film zu retten. Eine schöne Fata Morgana! Michael Kehlmann, der Regisseur des Films ‚Das Leben beginnt um acht‘, kommt vom Fernsehen, und er hat sich dort einen Namen erworben. Sieht man aber den Film, so ist er so einfallslos-perfekt wie seine unzähligen Vorgänger. (…) Ein Film voller falscher Töne und verlogener Gefühle. Inmitten überströmender Sentimentalität sieht man einen O. E. Hasse, der mit kindlichem Vergnügen durch den filmischen Morast stapft.“

Im Lexikon des Internationalen Films heißt es: „Trotz des guten Hauptdarstellers ein allzu verquälter Theaterfilm voller Unstimmigkeiten.“